# Acanthostichus texanus
Acanthostichus texanus är en myrart som beskrevs av Auguste-Henri Forel 1904. Acanthostichus texanus ingår i släktet Acanthostichus och familjen myror. Inga underarter finns listade i Catalogue of Life.

## Bildgalleri

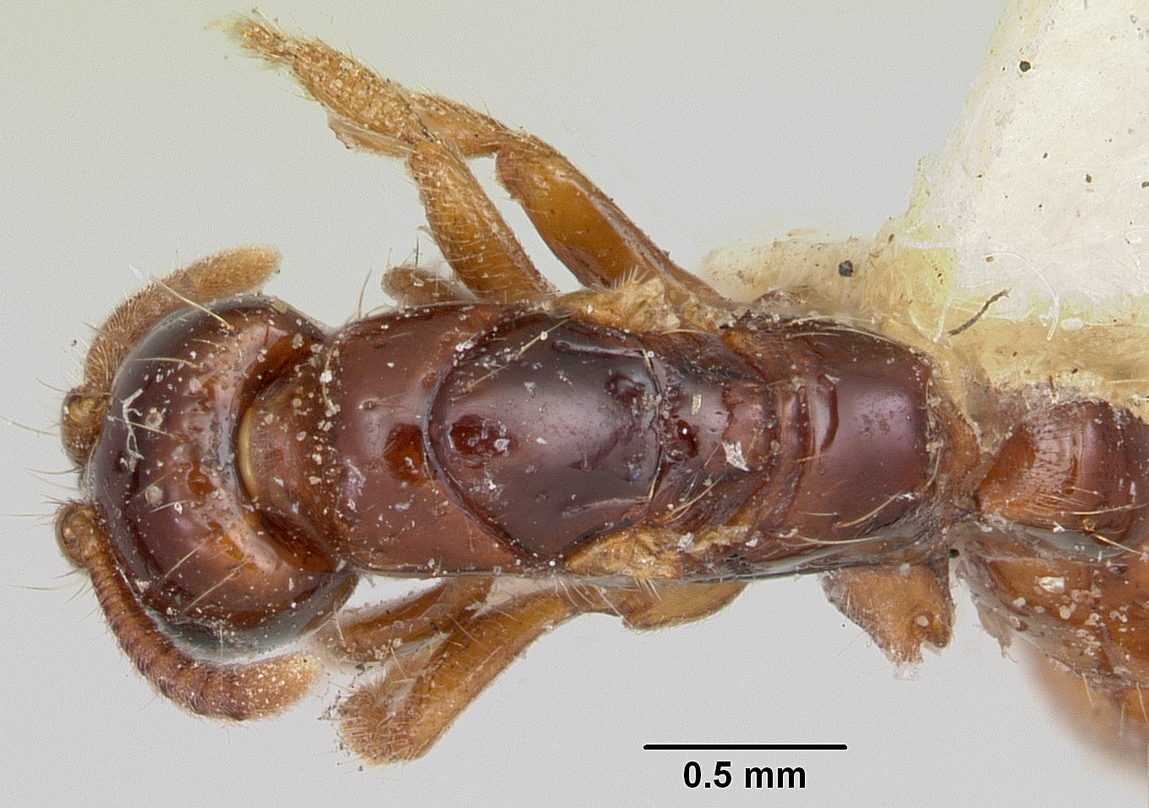
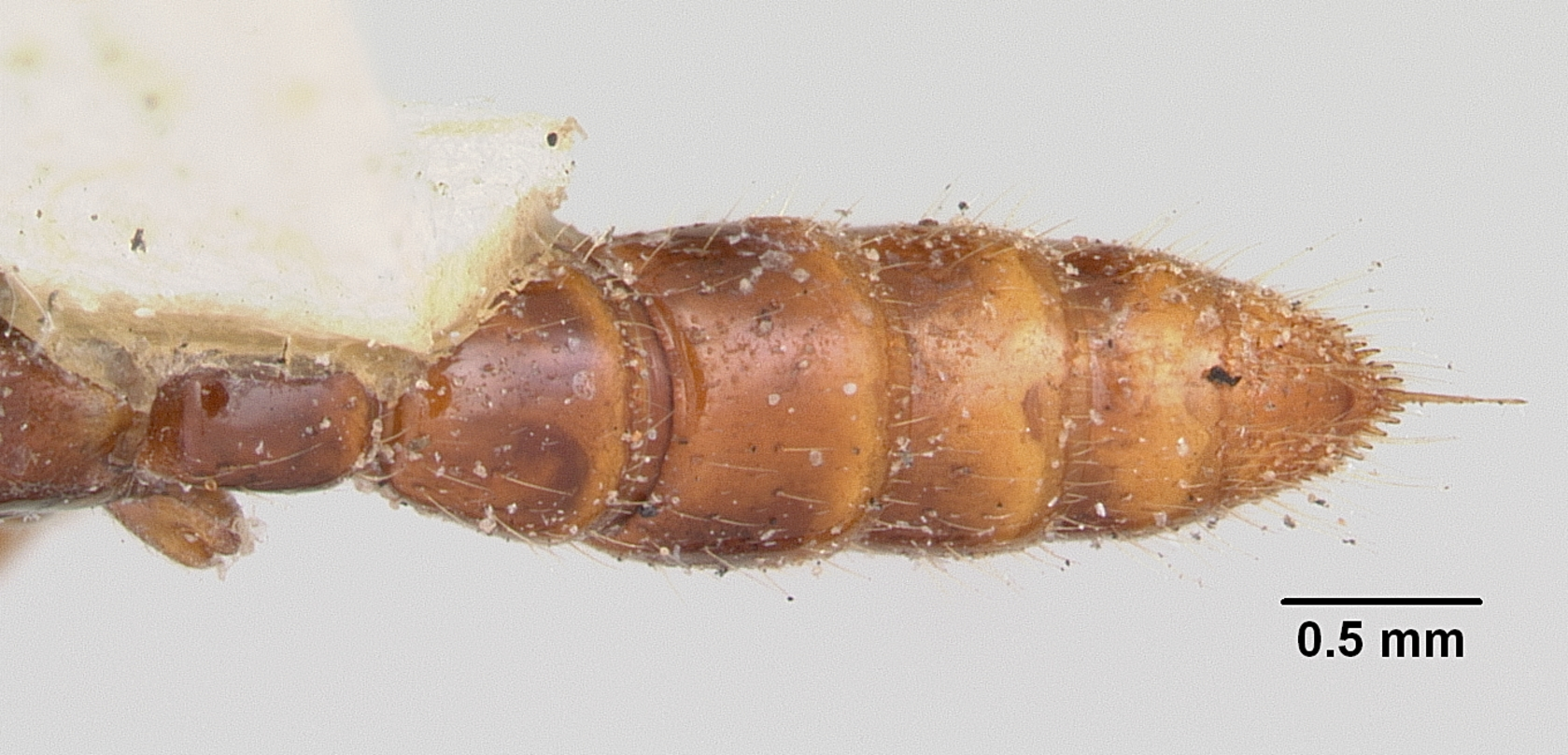
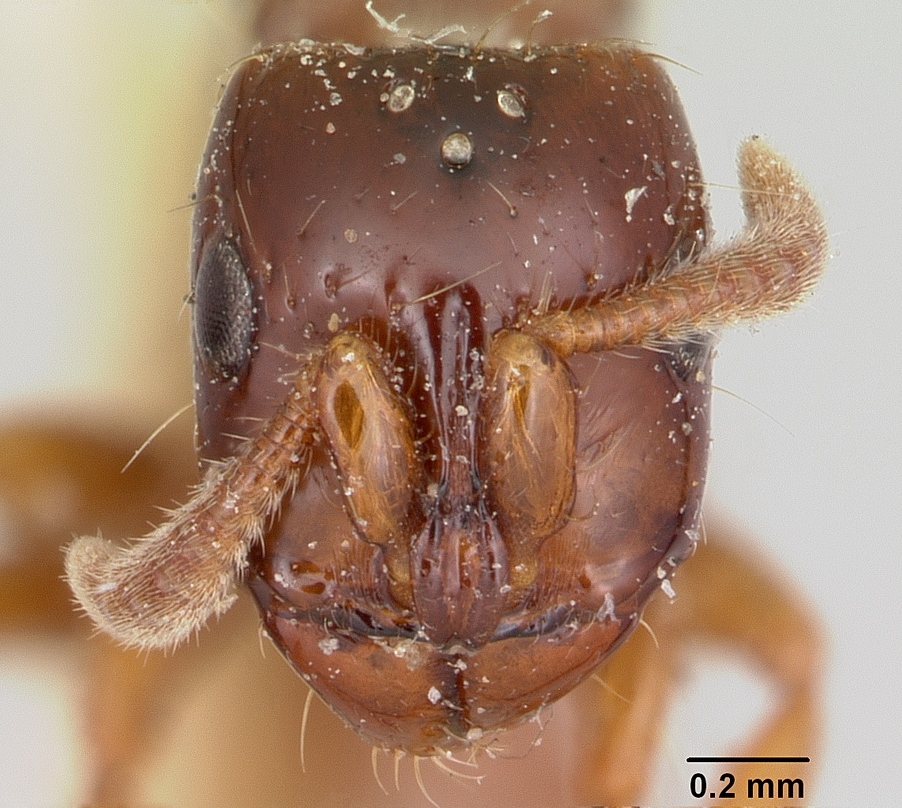
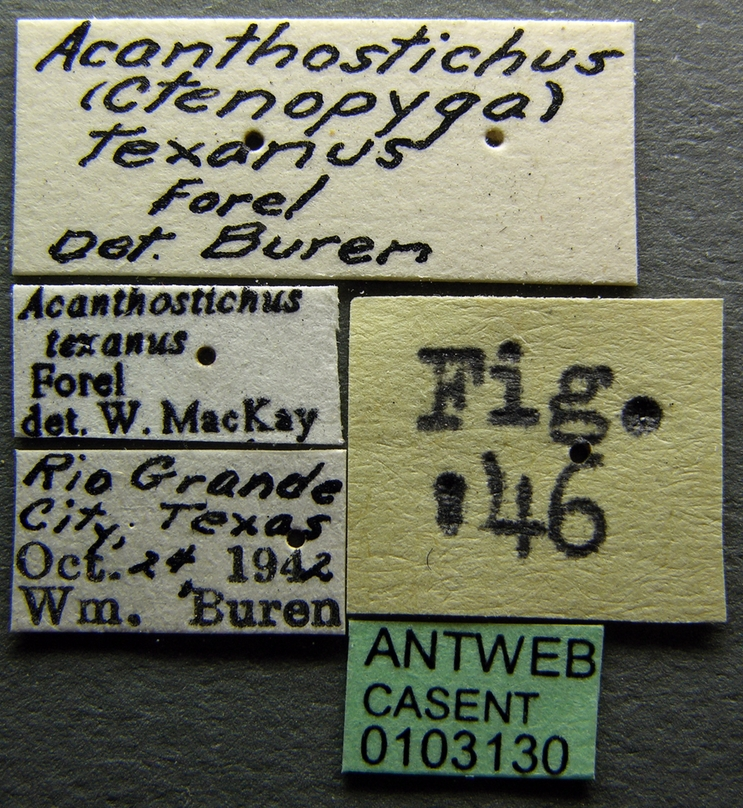
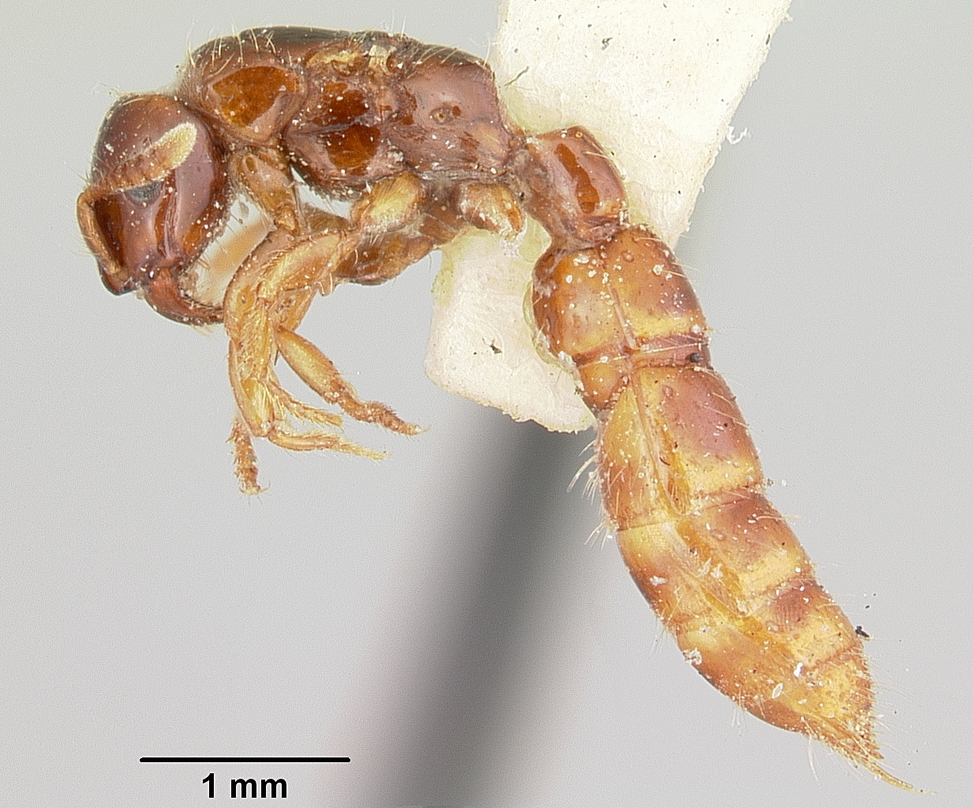
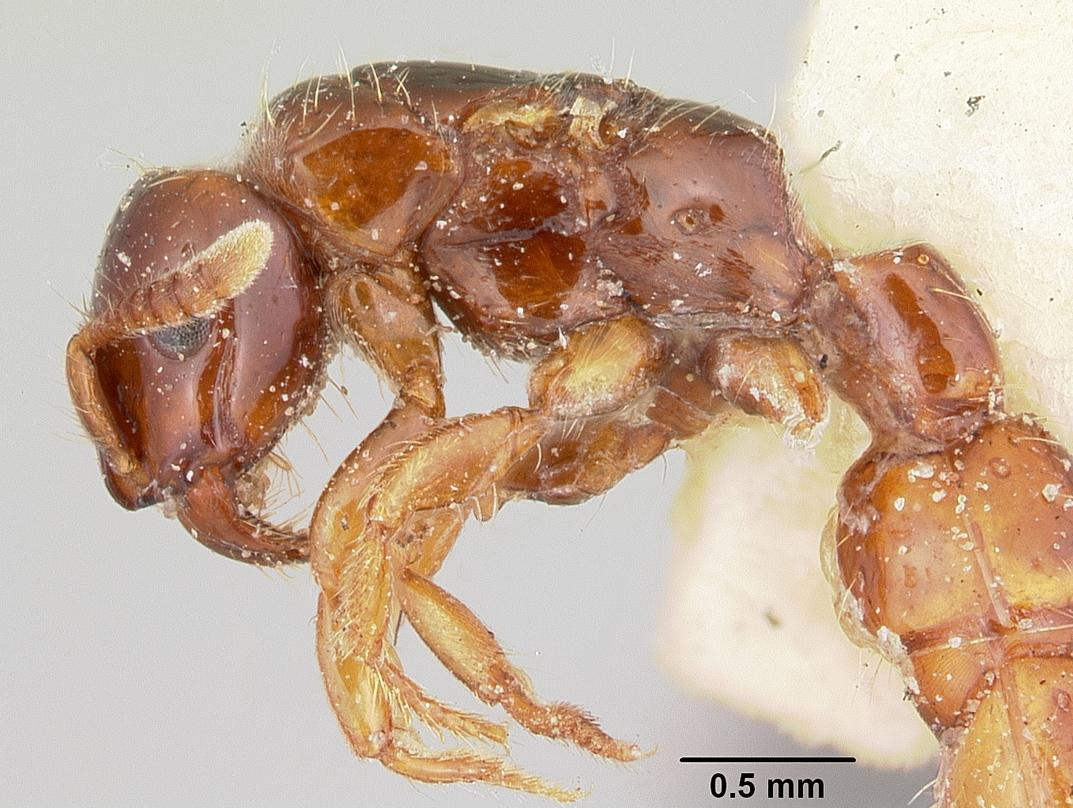